# Софрино (село)
Софрино́ — село в Пушкинском районе Московской области России. Входит в состав городского поселения Софрино. Население — 56 чел. (2010).

## География
Географическое положение
Расположено на севере Московской области, в северо-восточной части Пушкинского района, примерно в 18 км к северо-северо-востоку от центра города Пушкино и 33 км от Московской кольцевой автодороги, на реке Талице, при впадении в неё реки Сумери (бассейн Клязьмы).
Ближайшие населённые пункты — рабочий посёлок Софрино, дачный посёлок Ашукино, село Рахманово и деревня Григорково.

## История
«села Семеновскаго приселье деревня, что было село Супонево, Сафарино тож, по обе стороны речки Талицы, а в ней место церковное, что был храм Успения Пресв. Богородицы, да место попово, пашни церковной земли 2 десятины в поле, а в дву потомуж»— писцовые книги 1631—1633 гг.
Церковь в Сафарине существовала ещё в XVI столетии, но была уничтожена. Около 1668 года в селе была построена новая церковь, упоминаемая как церковь Пресвятой Богородицы Одигитрия.
В 1702—1739 гг. село являлось вотчиной кравчего Василия Фёдоровича Салтыкова, после смерти которого досталось его племяннице — княгине Екатерине Ивановне Ромодановской, жене графа Михаила Гавриловича Головкина.

«вотчина, что ему пожаловано из дворцовых волостей, село Сафарино, а в селе две церкви Смоленския Пресв. Богородицы одна — каменная, а другая — деревянная»— переписная книга 1705 г.
В пушкинское время в Сафорине доживала свой век 90-летняя вдова графа Сергея Павловича Ягужинского.
В «Списке населённых мест» 1862 года Софрино (Сафорино) — казённое село 1-го стана Дмитровского уезда Московской губернии по правую сторону Московско-Ярославского шоссе (из Ярославля в Москву), в 40 верстах от уездного города и 20 верстах от становой квартиры, при реке Талице, с 32 дворами, 2 православными церквями и 177 жителями (85 мужчин, 92 женщины).

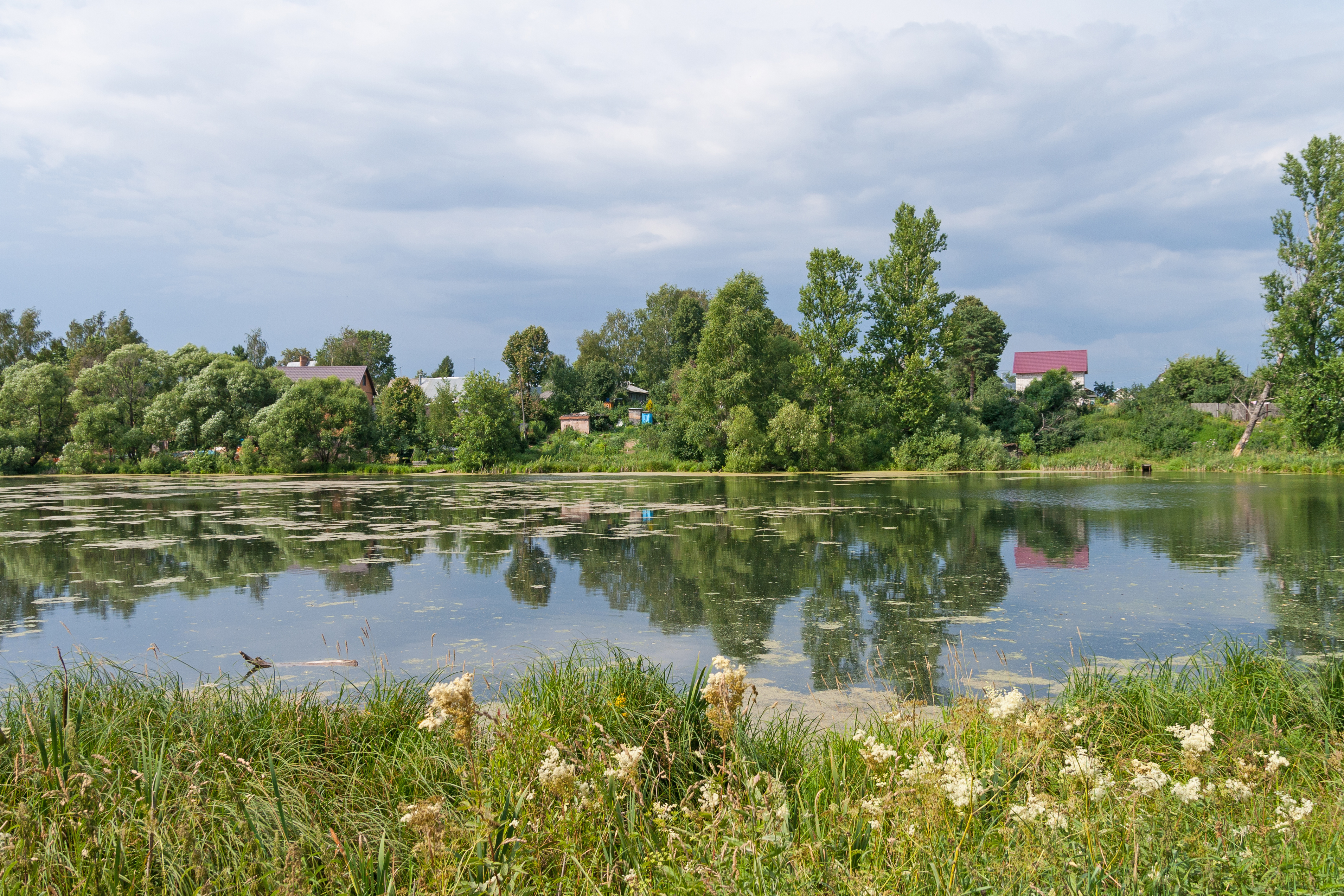
Софринское водохранилище на реке Талица в селе Софрино

По данным на 1899 год — село Богословской волости Дмитровского уезда с 246 жителями и церковно-приходской школой.
В 1913 году — 42 двора и церковно-приходская школа.
По материалам Всесоюзной переписи населения 1926 года — центр Софринского сельсовета Софринской волости Сергиевского уезда Московской губернии в 1,1 км от Ярославского шоссе и 3,2 км от станции Софрино Северной железной дороги, проживало 326 жителей (148 мужчин, 178 женщин), насчитывалось 67 хозяйств, из которых 66 крестьянских.
С 1929 года — населённый пункт в составе Пушкинского района Московского округа Московской области. Постановлением ЦИК и СНК от 23 июля 1930 года округа как административно-территориальные единицы были ликвидированы.
Административная принадлежность
1929—1954 гг. — центр Софринского сельсовета Пушкинского района.
1954—1957 гг. — село Клинниковского сельсовета Пушкинского района.
1957—1959 гг. — село Клинниковского сельсовета Мытищинского района.
1959—1960 гг. — село Талицкого сельсовета Мытищинского района.
1960—1962 гг. — село Талицкого сельсовета Калининградского района.
1962—1963, 1965—1994 гг. — село Талицкого сельсовета Пушкинского района.
1963—1965 гг. — село Талицкого сельсовета Мытищинского укрупнённого сельского района.
1994—2006 гг. — село Талицкого сельского округа Пушкинского района.
С 2006 года — село городского поселения Софрино Пушкинского муниципального района Московской области.

## Население

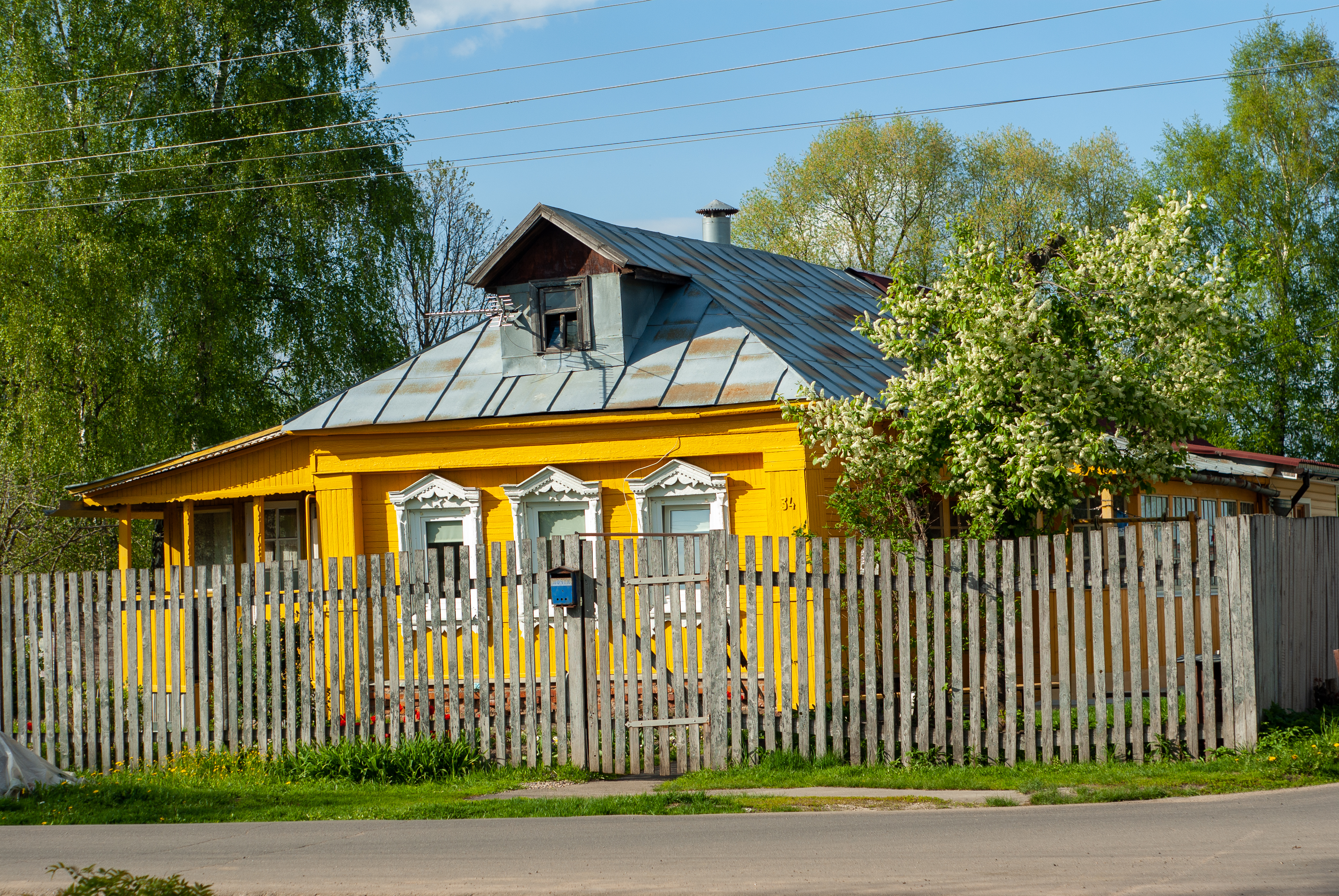
Дом в селе Софрино

| 1859 | 1890 | 1899 | 1926 | 2002 | 2006 | 2010 |
| ---- | ---- | ---- | ---- | ---- | ---- | ---- |
| 177  | ↗208 | ↗246 | ↗326 | ↘40  | ↘39  | ↗56  |

## Достопримечательности
Усадьба Ягужинской «Софрино», включающая парк и церковь Иконы Божией Матери Смоленская — памятник московского барокко, усадебную церковь, выстроенную на средства Ф. П. Салтыкова в 1691 году. Является памятником архитектуры федерального значения —  Объект культурного наследия № 5010379002.

## Транспорт
В 2,5 км к востоку — Ярославское шоссе М8, в 4 км к юго-западу — Московское малое кольцо А107, в 1,5 км к западу — линия Ярославского направления Московской железной дороги, в 1 км к югу — её ветка Софрино — Красноармейск.
Связано автобусным сообщением со станцией Софрино.